# Landtagswahlkreis Cottbus I
Der Wahlkreis Cottbus I (Wahlkreis 43) ist ein Landtagswahlkreis in Brandenburg. Er umfasst den nordöstlichen Teil der kreisfreien Stadt Cottbus mit den Ortsteilen Branitz, Dissenchen, Döbbrick, Merzdorf, Mitte, Sandow, Saspow, Schmellwitz, Sielow, Skadow und Willmersdorf. Wahlberechtigt waren bei der letzten Landtagswahl 40.965 Einwohner.

## Übersicht
Gewählter Direktkandidat
- 2004: Martina Münch (SPD)
- 2009: Martina Münch (SPD)
- 2014: Michael Schierack (CDU)
- 2019: Marianne Spring-Räumschüssel (AfD)
- 2024: Jean-Pascal Hohm (AfD)

## Landtagswahl 2004
Die Landtagswahl 2004 hatte bei einer Wahlbeteiligung von 52,9 % folgendes Ergebnis:
| Direktkandidat  | Partei          | Erststimmen in % | Zweitstimmen in % |
| --------------- | --------------- | ---------------- | ----------------- |
| Martina Münch   | SPD             | 31,3             | 33,8              |
| Wolfgang Bialas | CDU             | 21,3             | 17,8              |
| Matthias Loehr  | PDS             | 31,0             | 28,7              |
| –               | DVU             | –                | 05,2              |
| Vivien Speck    | GRÜNE           | 03,3             | 03,6              |
| Martin Neumann  | FDP             | 04,5             | 03,2              |
| Marianne Spring | AfW             | 02,4             | 01,1              |
| Torsten Kaps    | AUB-Brandenburg | 05,1             | 02,6              |
| –               | DKP             | –                | 00,2              |
| –               | GRAUE           | –                | 00,6              |
| –               | FAMILIE         | –                | 01,9              |
| –               | 50 Plus         | –                | 00,7              |
| –               | JA              | –                | 00,2              |
| Josef Lenden    | Offensive D     | 01,2             | 00,2              |
| –               | BRB             | –                | 00,2              |

## Landtagswahl 2009
Bei der Landtagswahl 2009 wurde Martina Münch im Wahlkreis direkt gewählt. Es waren 42.791 Einwohner wahlberechtigt, die Wahlbeteiligung lag bei 63,2 %. Die weiteren Ergebnisse:
| Direktkandidat    | Partei              | Erststimmen in % | Zweitstimmen in % |
| ----------------- | ------------------- | ---------------- | ----------------- |
| Martina Münch     | SPD                 | 31,6             | 32,9              |
| Matthias Loehr    | Die Linke           | 29,0             | 28,7              |
| Michael Schierack | CDU                 | 23,6             | 19,3              |
| -                 | DVU                 | -                | 00,7              |
| Heide Schinowsky  | GRÜNE               | 04,4             | 05,6              |
| Jens Lipsdorf     | FDP                 | 05,2             | 06,5              |
| -                 | 50 Plus             | -                | 00,4              |
| -                 | DKP                 | -                | 00,2              |
| -                 | REP                 | -                | 00,2              |
| -                 | Die-Volksinitiative | -                | 00,2              |
| Frank Maik Hübner | NPD                 | 02,8             | 02,7              |
| -                 | RRP                 | -                | 00,4              |
| Torsten Kaps      | Freie Wähler        | 02,6             | 02,1              |
| Lutz Häschel      | Einzelbewerber      | 00,9             | -                 |

## Landtagswahl 2014
Bei der Landtagswahl 2014 waren 42.565 Einwohner wahlberechtigt, die Wahlbeteiligung betrug 49,6 %. Michael Schierack wurde im Wahlkreis direkt gewählt. Die weiteren Ergebnisse:
| Direktkandidat      | Partei     | Erststimmen in % | Zweitstimmen in % |
| ------------------- | ---------- | ---------------- | ----------------- |
| Martina Münch       | SPD        | 029,1            | 030,7             |
| Christopher Neumann | Die Linke  | 019,5            | 017,4             |
| Michael Schierack   | CDU        | 037,6            | 029,4             |
| Heide Schinowsky    | GRÜNE      | 04,1             | 04,8              |
| Bastian Garnitz     | FDP        | 01,6             | 01,2              |
|                     | NPD        |                  | 01,9              |
| Frank Pilzecker     | BVB/FW     | 04,5             | 01,6              |
|                     | REP        |                  | 00,1              |
|                     | DKP        |                  | 00,4              |
|                     | AfD        |                  | 010,7             |
|                     | PIRATEN    |                  | 01,9              |
| Lutz Häschel        | Die PARTEI | 03,7             |                   |

## Landtagswahl 2019
Bei der Landtagswahl 2019 wurde Marianne Spring-Räumschüssel im Wahlkreis direkt gewählt. Die Wahlbeteiligung lag bei 62,0 %. Die weiteren Ergebnisse:
| Direktkandidat               | Partei           | Erststimmen in % | Zweitstimmen in % |
| ---------------------------- | ---------------- | ---------------- | ----------------- |
| Martina Münch                | SPD              | 21,9             | 24,0              |
| Michael Schierack            | CDU              | 21,1             | 15,7              |
| Matthias Loehr               | Die Linke        | 12,1             | 10,8              |
| Marianne Spring-Räumschüssel | AfD              | 25,9             | 26,9              |
| Heide Schinowsky             | GRÜNE            | 7,4              | 8,6               |
| Heiko Selka                  | BVB/FW           | 6,2              | 4,0               |
| –                            | PIRATEN          | –                | 0,9               |
| Bastian Garnitz              | FDP              | 4,9              | 5,7               |
| –                            | ÖDP              | –                | 0,6               |
| –                            | Tierschutzpartei | –                | 2,4               |
| –                            | V-Partei³        | –                | 0,3               |
| Gisela Vierrath              | DKP              | 0,5              | –                 |

## Landtagswahl 2024
Bei der Landtagswahl 2024 wurde Jean-Pascal Hohm (AfD) direkt gewählt. Des Weiteren gab es folgende Wahlergebnisse:
| Direktkandidat      | Partei                    | Erststimmen in % | Zweitstimmen in % |
| ------------------- | ------------------------- | ---------------- | ----------------- |
| Gunnar Kurth        | SPD                       | 33,6             | 32,4              |
| Jean-Pascal Hohm    | AfD                       | 34,6             | 31,8              |
| Michael Schierack   | CDU                       | 16,2             | 10,2              |
| Doris Tuchan        | GRÜNE                     | 1,5              | 3,2               |
| Christopher Neumann | Die Linke                 | 4,0              | 2,7               |
| Torsten Kaps        | BVB/FW                    | 4,0              | 1,6               |
| Oliver Grund        | FDP                       | 1,3              | 0,7               |
| –                   | Tierschutzpartei          | –                | 1,6               |
| Martin Franke       | Plus (Piraten, ÖDP, Volt) | 1,5              | 1,0               |
| –                   | BSW                       | –                | 13,7              |
| –                   | III. Weg                  | –                | 0,2               |
| Fabian Große        | DKP                       | 0,5              | 0,1               |
| –                   | DLW                       | –                | 0,3               |
| –                   | WU                        | –                | 0,5               |
| Peter-Alexander Mai | Demokraten BB             | 2,9              | –                 |